# 極高頻
極高頻（英語：Extremely high frequency），縮寫為EHF，中國大陆稱，台灣稱，是指波長介於1mm到10mm的电磁波，又稱毫米波（millimetre waves）。
毫米波所对应的频率范围是30~300GHz。主要应用于气象雷达、空间通信、射电天文等方面。也被用于第五代移动通信系统（5G）。